# Vincenzo Fera
Vincenzo Fera (Monterosso Calabro, 10 ottobre 1949) è un filologo italiano.

## Biografia
Dal 1986 è docente di filologia della letteratura italiana all’Università degli studi di Messina, ove nel 2004 viene nominato preside della Facoltà di Lettere e Filosofia e nel 2012 viene nominato membro del senato accademico. Nel 1993 e 1994 ha insegnato filologia medievale e umanistica all’Università Cattolica del Sacro Cuore di Milano.
Presso l'ateneo messinese, Fera dirige il Centro Internazionale di Studi Umanistici, ove è direttore responsabile delle riviste Studi medievali e umanistici e Umanesimo dei moderni e condirettore di altre collane pubblicate dal centro studi; è inoltre direttore della Classe IV: Lettere, Filosofia e Belle Arti dell'Accademia Peloritana dei Pericolanti.
Al di fuori dell'università peloritana, è componente della Commissione per l’Edizione nazionale delle Opere di Francesco Petrarca, della Commissione per l’Edizione nazionale dei testi umanistici, della Commissione per l’Edizione nazionale delle Opere di Giovanni Pascoli, del comitato scientifico di Quaderni Petrarcheschi e dell’editorial board de I Tatti Renaissance Library presso la Harvard University Press.
Nel 2018 è stato inserito dal MIUR nella commissione nazionale per il conferimento dell’Abilitazione Scientifica Nazionale alle funzioni di professore universitario di prima e seconda fascia nel settore concorsuale 10/F1-LETTERATURA ITALIANA.

## Attività di ricerca
Da sempre interessato allo studio e all'interpretazione dei classici e dell'umanesimo, si è concentrato su autori come Petrarca, Poliziano e Pascoli, ritrovando scritti inediti di questi autori e ricostruendo percorsi filologici e storico-culturali di rilievo per gli sviluppi della storia letteraria italiana.
A Fera si deve il ritrovamento nel 2012, presso il Noord-Hollands Archief di Haarlem, del testo originale ed intero, su tre fogli manoscritti dall'autore, del poemetto inedito di Giovanni Pascoli Leucothoe: il componimento era stato inviato nel 1883 dal poeta per partecipare al Certamen Hoeufftianum, un prestigioso concorso di poesia latina che annualmente si teneva ad Amsterdam. Spedì il componimento, però, senza conoscere le regole del concorso, né incluse il proprio nome, per cui non ricevette alcuna notizia dall'accademia e l'opera si perse negli archivi olandesi. In seguito al ritrovamento, l'opera è stata pubblicata da Fera nel dicembre 2012.

## Onorificenze

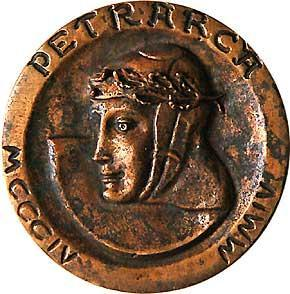
Medaglia del presidente Ciampi coniata nel VII centenario della nascita di Francesco Petrarca

Nel 2004 ha ricevuto la medaglia del Presidente della Repubblica Carlo Azeglio Ciampi coniata in occasione del VII centenario della nascita di Francesco Petrarca.

## Opere principali
- Una ignota Expositio Suetoni del Poliziano, Messina 1983
- Antichi editori e lettori dell’Africa, Messina 1984
- La revisione petrarchesca dell’Africa, Messina 1984
- Giovanni Pascoli, Leucothoe, primum edidit Vincenzo Fera, Messina 2012